# 남양홍씨 열녀정려문
남양홍씨 열녀정려문은 대한민국 경기도 화성시 남양읍 송림동 산125에 있다. 2001년 3월 30일 화성시의 향토문화재 제12호로 지정되었다가, 2019년 10월 23일 향토문화재(유형) 제8호로 변경 재분류되었다.

## 개요
남양 홍씨는 조선 후기의 문신 최태형(1718~1783)의 부인이다. 최태형은 본관이 삭령(朔寧)으로 조선조 영조 때 과거에 급제한 후 여러 관직을 거쳐 우승지를 지냈다.     남양 홍씨는 선릉참봉을 지낸 홍신상의 딸로, 남편이 말년에 병을 얻어 위독해지자 밤낮으로 간병에 전력을 다했다. 그러나 좀처럼 차도가 없자 자신의 손가락을 잘라 그 피를 남편에게 마시게 하는 등 지극정성을 다했으나 효험을 보지 못하고 결국 사망했다. 이후 식음을 전폐하고 상심하다가 남편이 사망한 지 두 달 후인 1783년(정조 7) 10월에 자결했다. 1787년(정조 11) 조정에서 남양 홍씨의 절개를 가상히 여겨 정려를 내렸다